# Цеко Минев
Цеко Тодоров Минев е български бизнесмен, един от основните акционери в Първа инвестиционна банка (с 31,4% от акциите на дружеството) и председател на Българска федерация ски.

## Биография
Цеко Минев е роден в София на 30 октомври 1960 г. в семейство на финансисти. Завършва специалност "Cчетоводство и контрол" в УНСС.
Започнал кариерата си в държавната банка Биохим, където работи в периода 1986-1990 г. в дилинг отдела заедно с бъдещия си съдружник Ивайло Мутафчиев.